# Matia Bazar
Matia Bazar a fost o formație de muzică pop italiană formată din Antonella Ruggiero, Carlo Marrale, Aldo Stellita, Piero Cassano și Giancarlo Golzi.   